# Meschduretschenski
Meschduretschenski (russisch Междуреченский) ist eine Siedlung städtischen Typs im Autonomen Kreis der Chanten und Mansen/Jugra (Russland) mit 11.200 Einwohnern (Stand 2024).

## Geographie

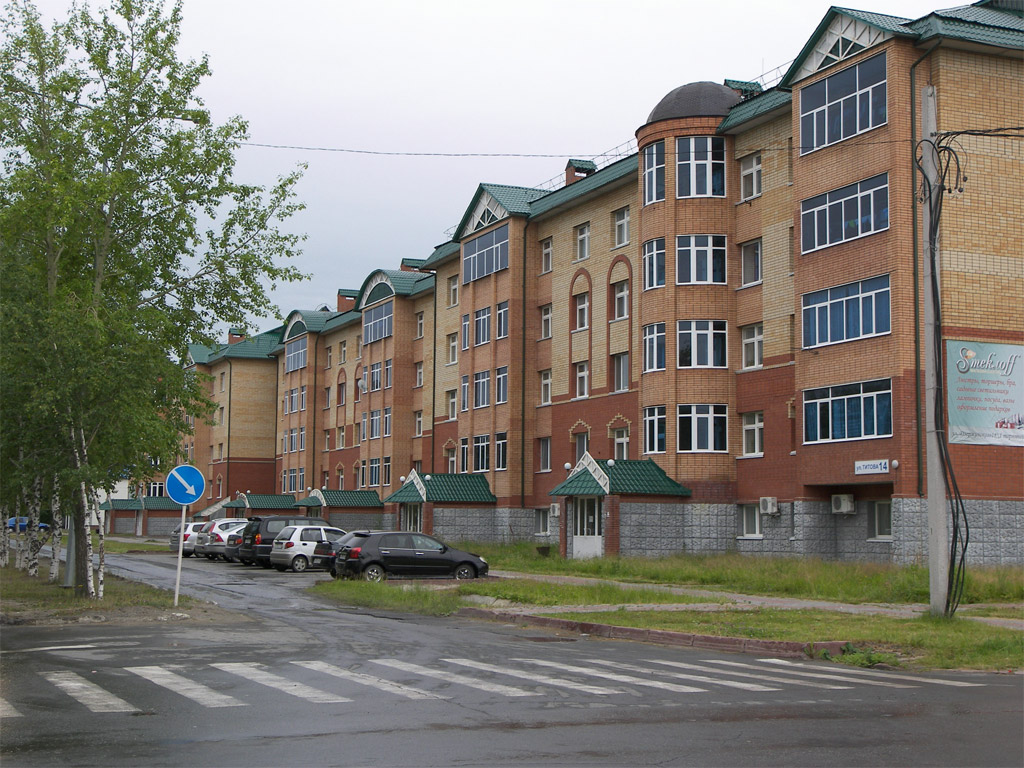
Wohnhaus in Meschduretschenski

Die Siedlung liegt zwischen Ural und Ob im Westteil des Westsibirischen Tieflands gut 200 Kilometer südwestlich des Kreisverwaltungszentrums Chanty-Mansijsk am rechten Ufer der Konda, eines Nebenflusses des Irtysch.
Die Siedlung Meschduretschenski ist seit dem 26. Januar 1995 Verwaltungszentrum des Rajons Kondinski.

## Geschichte
Die alte Siedlung Ustje-Acha (steht für Mündung des [Baches] Ach [in die Konda]) wurde Anfang der 1960er Jahre im Rahmen der beginnenden Erschließung der Erdöl- und Erdgaslagerstätten dieses Teils Westsibiriens als an der schiffbaren Konda gelegene Versorgungsbasis und Endpunkt einer zu errichtenden Eisenbahnstrecke gewählt. Am 29. Mai 1964 wurde der Status einer Siedlung städtischen Typs verliehen. Am 29. September des gleichen Jahres erhielt sie ihren heutigen Namen (von russisch meschdu rekami für zwischen den Flüssen).

### Bevölkerungsentwicklung
| Jahr | Einwohner |
| ---- | --------- |
| 1970 | 5.609     |
| 1979 | 7.220     |
| 1989 | 8.657     |
| 2002 | 10.907    |
| 2010 | 11.058    |

Anmerkung: Volkszählungsdaten

## Wirtschaft und Infrastruktur
In der Siedlung gibt es mehrere Betriebe der Holzwirtschaft. Daneben ist Meschduretschenski eines der logistischen Zentren der Erdöl- und Erdgaswirtschaft im Westen des Autonomen Kreises der Chanten und Mansen. In der Nähe des Ortes verlaufen mehrere Pipelines, an denen sich hier Pumpstationen befinden.
Meschduretschenski ist Endpunkt der 1969 fertiggestellten Verlängerung der Eisenbahnstrecke Jekaterinburg–Irbit–Tawda (Stationsname Ustje-Acha; Streckenkilometer 538; bis Tawda, Kilometer 353, bereits 1916). Es besteht eine Straßenverbindung in die Stadt Urai, jedoch noch keine ganzjährig (auch im Sommer) befahrbare Anbindung an das gesamtrussische Straßennetz. Eine Straße nach Tjumen ist im Bau. Meschduretschenski besitzt einen Flughafen und einen Flusshafen an der Konda (u. a. Passagierverkehr nach Chanty-Mansijsk).

## Söhne und Töchter der Siedlung
- Sergei Ustjugow (* 1992), russischer Skilangläufer